# En munter uvertyr
En munter uvertyr (Nederlands: Een montere ouverture) is een compositie van Bo Linde.
Linde schreef het werk voor het Gävleborg streekorkest (Gävleborgs lans orkesterförening), de voorloper van het Gävle symfoniorkester. De ouverture in Allegro brillante kwam gereed vlak nadat hij zijn studie in Wenen had afgerond. Hij trok toen naar Gävle, hij werd er muziekdocent en muziekcriticus. Hij werd daarbij een soort huiscomponist van genoemd orkest, aan wie hij het werk ook opdroeg. Het orkest zou de ouverture zo vaak op de lessenaar zetten dat het als vast bij het orkest werd beschouwd.
Dirigent Gunnar Staern zette het vaak op het programma en legde het werk in de jaren zeventig ook vast. Ook een van de opvolgers van Staern Rainer Miedel speelde het werk weleens en bracht het ook naar Stockholm; hij dirigeerde toen het Koninklijk Filharmonisch Orkest van Stockholm (juni 1968). Ook de andere grote orkesten van Zweden, het Göteborg Symfonieorkest en het Malmö Symfoniorkester hebben het uitgevoerd.
In 2019 is er slechts een opname beschikbaar. Desondanks is het werkje veelvuldig op de Zweedse radio te horen.
Orkestratie:
- 2 dwarsfluiten (II ook piccolo), 2 hobo’s,  2 klarinetten, 2 fagotten
- 3 hoorns, 2 trompetten, 1 trombone
- pauken, 1 à 2  man/vrouw percussie
- violen, altviolen, celli, contrabassen